# Замък Морицбург
Замъкът Морицбург (на немски: Schloss Moritzburg) е ловен замък на саксонските курфюрсти от рода Витини, разположен в град Морицбург на 14 км. от Дрезден.
Замъкът носи името на курфюрст Мориц Саксонски, по чийто указания през 1542 до 1546 години е построено първоначално като извънградско имение за придворен лов.
Курфюрстът Август Силният нарежда да се извърши капитално преустрояване, като го приспособява към вкусовете на 18 век и което е осъществено през 1723 до 1733 г. под наблюдението на придворния архитект Пьопелман. Той съединява многочислените езера, като ги превръща в едно общо голямо езеро около замъка. При това само един тесен път съединява замъка Морицбург с външния свят. Променени са интериора на замъка и подобрен парка. Около замъка са изградени павилиони.
- Замъкът на стара рисунка
- Езерото пред замъка
- Алея пред змъка
- Фазанна къща на Августа II